# Saint-Front-sur-Nizonne
Saint-Front-sur-Nizonne là một xã, nằm ở tỉnh Dordogne vùng Aquitaine của Pháp. Xã này có diện tích 13,05 kilômét vuông, dân số năm 2007 là 138 người. Xã nằm ở khu vực có độ cao trung bình 178 m trên mực nước biển.

## Hành chính
| Danh sách các xã trưởng                |             |                |                  |         |
| Giai đoạn                              | Giai đoạn   | Tên            | Đảng             | Tư cách |
| 1973                                   | đương nhiệm | Hubert Chapeau | không chính thức | hưu trí |
| Tất cả các dữ liệu trước đây không rõ. |             |                |                  |         |

## Thông tin nhân khẩu
| Năm    | 1962 | 1968 | 1975 | 1982 | 1990 | 1999 | 2007 |
| ------ | ---- | ---- | ---- | ---- | ---- | ---- | ---- |
| Dân số | 145  | 94   | 95   | 91   | 122  | 135  | 138  |